# Dugobabe
Dugobabe falu Horvátországban Split-Dalmácia megyében. Közigazgatásilag Klisszához tartozik.

## Fekvése
Splittől légvonalban 13, közúton 28 km-re északra, községközpontjától légvonalban 11, közúton 16 km-re északnyugatra, a Kozjak-hegységtől északra , a dalmát Zagora területén fekszik.

## Története
A település valószínűleg akkor keletkezett, amikor a 17. század végén a sinji ferences atyák a török megszállás alatt álló Boszniából és Hercegovinából hozott új keresztény lakossággal telepítették be ezt a török uralom idején pusztává vált vidéket. 1797-ben a Velencei Köztársaság megszűnésével a település a Habsburg Birodalom része lett. 1806-ban Napóleon csapatai foglalták el és 1813-ig francia uralom alatt állt. Napóleon bukása után ismét Habsburg uralom következett, mely az első világháború végéig tartott. A településnek 1857-ben 163, 1910-ben 324 lakosa volt. Az I. világháború után rövid ideig az Olasz Királyság, ezután a Szerb-Horvát-Szlovén Királyság, majd Jugoszlávia része lett. A második világháború idején olasz csapatok szállták meg. A háború után a szocialista Jugoszlávia része lett. Lakossága 2011-ben 137 fő volt, akik a brštanovói plébániához tartoztak.

## Lakosság
| Lakosság változása | Lakosság változása | Lakosság változása | Lakosság változása | Lakosság változása | Lakosság változása | Lakosság változása | Lakosság változása | Lakosság változása | Lakosság változása | Lakosság változása | Lakosság változása | Lakosság változása | Lakosság változása | Lakosság változása | Lakosság változása |
| ------------------ | ------------------ | ------------------ | ------------------ | ------------------ | ------------------ | ------------------ | ------------------ | ------------------ | ------------------ | ------------------ | ------------------ | ------------------ | ------------------ | ------------------ | ------------------ |
| 1857               | 1869               | 1880               | 1890               | 1900               | 1910               | 1921               | 1931               | 1948               | 1953               | 1961               | 1971               | 1981               | 1991               | 2001               | 2011               |
| 163                | 193                | 204                | 204                | 254                | 324                | 350                | 312                | 307                | 297                | 245                | 182                | 142                | 115                | 122                | 137                |

## Nevezetességei
- Trogiri Szent János tiszteletére szentelt római katolikus templomát 1912-ben építették. 1960-ban, 1977-ben és 2000-ben megújították. Főoltárát 1959-ben Ante Frank építette. Oltárképe Szűz Máriát és Trogiri Szent Jánost ábrázolja, helyi munka a 18. századból. A templom klimatizálva van. Temető övezi, melyet kőből épített kerítés övez. A temetőben egy régi kápolna és a háború áldozatainak 2000-ben állított bronz emlékműve található.[4]
- Sanaderi nevű településrészén egy Szűz Máriának szentelt kápolna található.
- Bezárt kőbányáját egykor a Konstruktor nevű cég üzemeltette.

## Híres emberek
Innen származik Ivo Sanader volt horvát miniszterelnök családja.